# 科尔坦多内
科尔坦多内（義大利語：Cortandone），是意大利阿斯蒂省的一个市镇。总面积5.02平方公里，人口317人，人口密度63.1人/平方公里（2009年）。ISTAT代码为005045。
科尔坦多内在十二世纪属于Di Cortandone长达一百多年。后来，领主又传给了曼德拉家族（Mandra），然后又传给了帕利迪家族（Pallidi）、帕利奥家族（Pallio）、斯卡兰皮家族（Scarampi）和迪马赛洛家族（Di Macello）。从 1654 年起的一个多世纪里，Facello 和 Pelletto 是科尔坦多内唯一的领主。